# Olinowanie półstałe
Olinowanie półstałe – stosowana dawniej kategoria olinowania pośrednia pomiędzy olinowaniem stałym a ruchomym, obejmująca dawniej następujące liny: topenantę, dirk i baksztag. Obecnie baksztag zalicza się do olinowania stałego, zaś topenantę do ruchomego.